# Alscheid
Alscheid (Luxemburgs: Alschent) is een plaats in de gemeente Kiischpelt en het kanton Wiltz in Luxemburg.
Alscheid telt 47 inwoners (2001).